# Christiane Karg
Christiane Karg (Feuchtwangen, 6 agosto 1980) è un soprano tedesco.

## Biografia
Dopo gli studi al Mozarteum di Salisburgo ed al Conservatorio Evaristo Felice Dall'Abaco di Verona debutta nel 2006 come Melia/Weltgeist in Apollo et Hyacinthus e Die Schuldigkeit des ersten Gebotes di Mozart al Festival di Salisburgo.

## Discografia
- Mendelssohn: Church Music, Vol. 10/Symphony No. 2, "Lobgesang" - Werner Güra/Frieder Bernius/Bremen German Chamber Philharmonic Orchestra/Maria Bernius/Stuttgart Chamber Choir/Christiane Karg, 2008 Carus
- Mozart, Nozze di Figaro - Nézet-Séguin/Pisaroni/Karg/Hampson/Otter, 2015 Deutsche Grammophon
- Strauss: Heimliche Aufforderung - Christiane Karg/Malcolm Martineau/Felix Klieser, 2014 Edel
- Wagner: Die Feen - Simon Bailey/Alfred Reiter/Juanita Lascarro/Frankfurt Opera Chorus and Museum Orchestra/Brenda Rae/Michael Nagy/Christiane Karg/Tamara Wilson/Sebastian Weigle/Anja Fidelia Ulrich/Sebastian Geyer/Simon Bode/Thorsten Grumbel/Burkhard Fritz, 2012 Oehms
- Scene! - Christiane Karg/Arcangelo & Jonathan Cohen, 2015 Edel
- Strauss, Schumann, Mahler, Schubert, Mendelssohn & Wolf: Vocal Recital - Christiane Karg/Burkhard Kehring, 2010 Edel

## Filmografia
- Rameau: Hippolyte et Aricie (Glyndebourne, 2013) - Christiane Karg/William Christie, Opus Arte/Naxos